# Zwollerkerspel

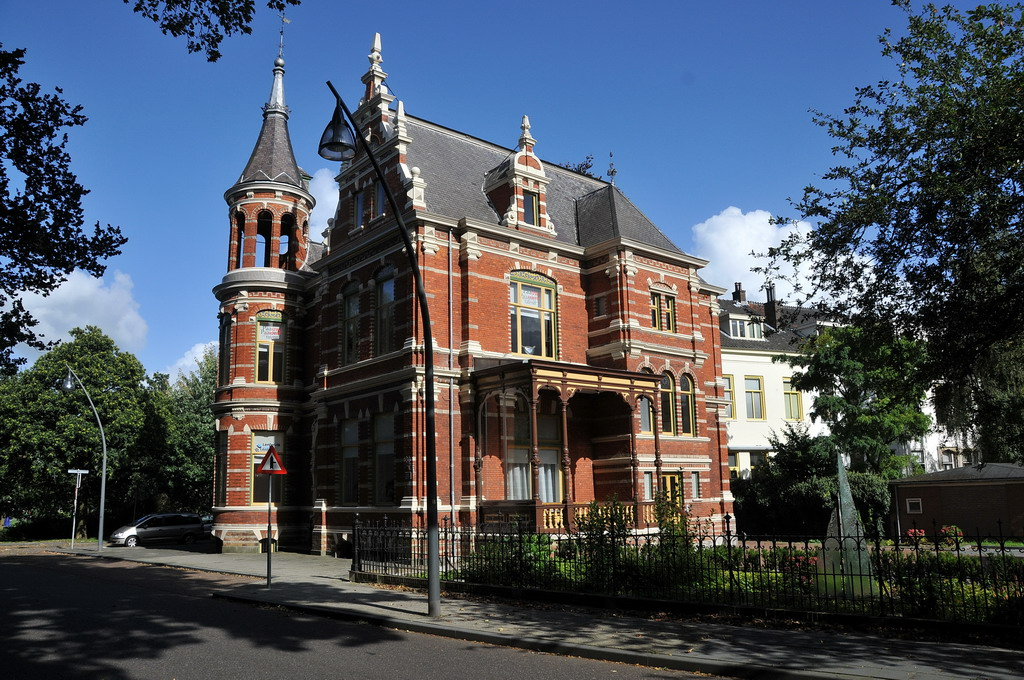
Raadhuis van Zwollerkerspel
in het Ter Pelkwijkpark te Zwolle

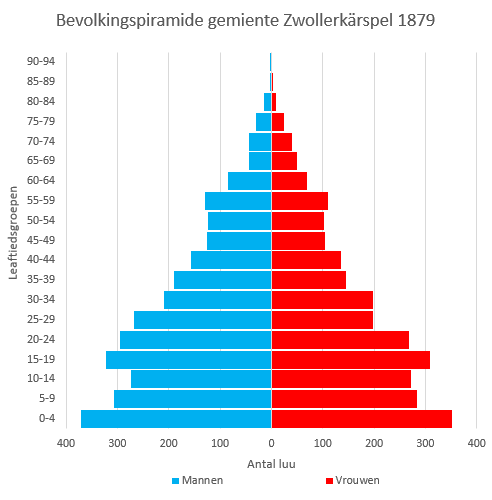
Bevolkingspiramide van de gemeente Zwollerkerspel op 31 december 1879

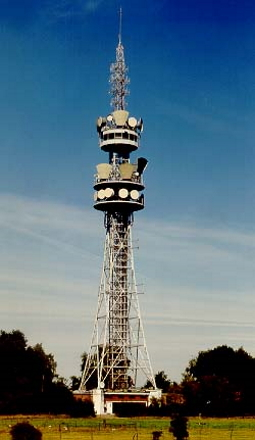
Televisietoren in 1995

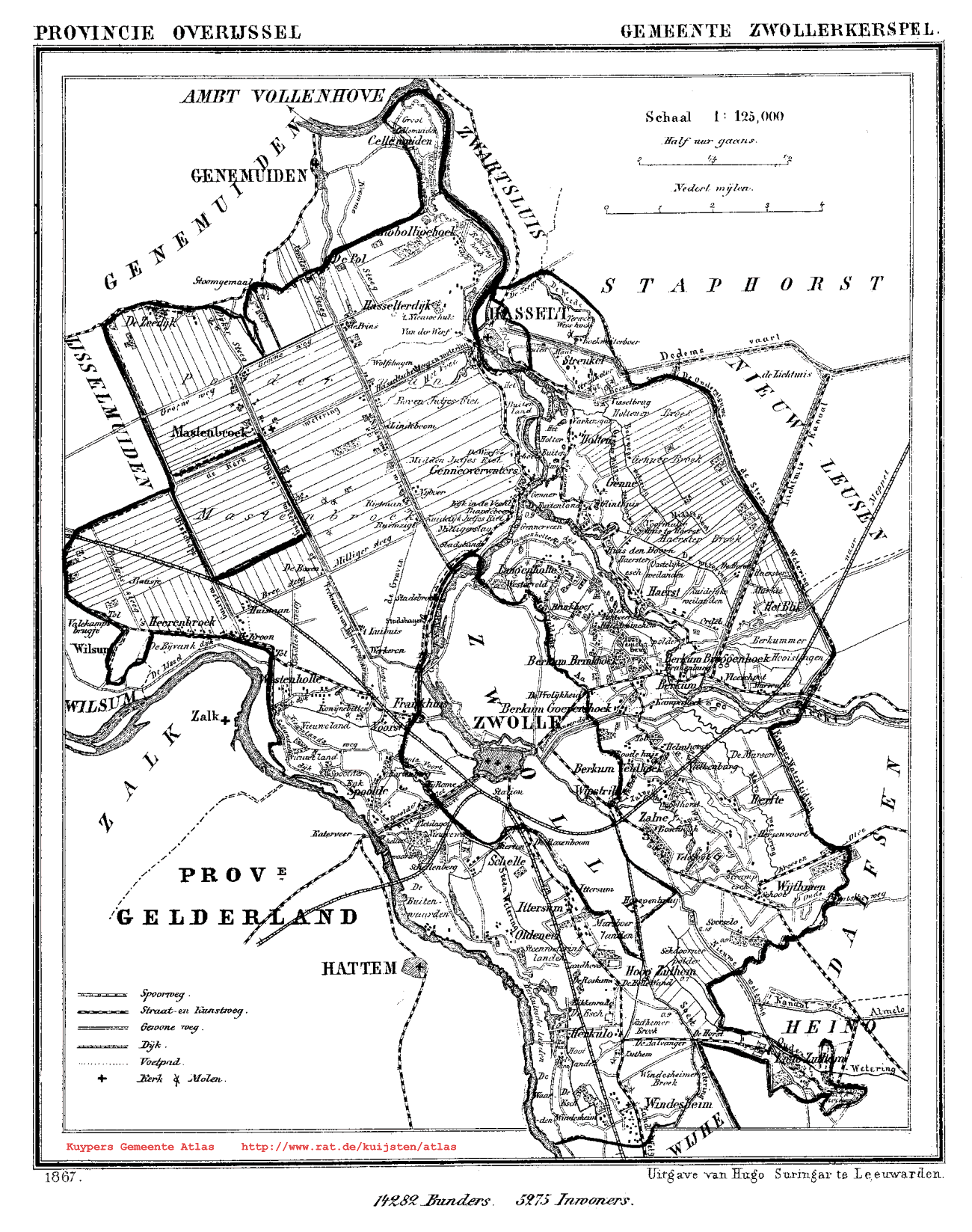
Grondgebied van Zwollerkerspel in 1867

Zwollerkerspel (Nedersaksisch: Zwollerkärspel) is een voormalige gemeente die gelegen was rondom de stad Zwolle. Kerspel betekent een gebied dat bij een kerk hoort.

## Grondgebied
De volgende kernen maakten deel uit van de gemeente Zwollerkerspel: Berkum - Herfte - Zalné - Wijthmen - Genne - Haerst - Ittersum - Schelle - Oldeneel - Windesheim - Harculo - Hoog Zuthem - Laag Zuthem - Westenholte - Voorst - Frankhuis - Spoolde - 's-Heerenbroek - Veecaten - Cellemuiden - Mastenbroek.
Het gemeentehuis is gevestigd geweest op verschillende plekken in het centrum van Zwolle, dus buiten de gemeentegrenzen. Van 1916 tot 1967 was een villa in het Ter Pelkwijkpark het raadhuis van Zwollerkerspel.

## Televisietoren
Het is vooral bekend door de 87 meter (inclusief radiozendmast) hoge straalverbindingstoren die er in 1958-1959 is gebouwd. De toren aan de Bergkloosterweg is gebouwd om tv-uitzendingen vanuit Hilversum door te stralen naar de Televisietoren Smilde. Vanwege de kromming van de aarde was deze zogenaamde relaypost nodig. De toren is voorzien van 2 bordessen en een (glazen) reportagecabine. Vanaf de jaren zestig werden ook telefoongesprekken via paraboolantennes boven in de toren naar andere ontvangstpunten van de toenmalige PTT doorgestuurd. Met de komst van de glasvezelkabel is deze functie vrijwel verloren gegaan. In 1982 werd er voor de regionale omroep een radiozendmast op de toren geplaatst. Het gebouw onder de toren wordt door eigenaar Cellnex Telecom verhuurd als zenderruimte en als rekencentrum.

## Gemeente opgeheven
Op 1 augustus 1967 is de gemeente Zwollerkerspel opgeheven. Het grondgebied werd verdeeld over de gemeente Zwolle en omliggende gemeenten. Zwolle had de ruimte nodig om te kunnen uitbreiden.
In onderstaande tabel staan de gemeenten waaronder Zwollerkerspel verdeeld werd met het aantal personen en oppervlakte in hectare. Behalve Zwolle zijn deze gemeenten later opgegaan in andere gemeenten.
| Gemeente     | Personen | Hectaren | Huidige gemeente |
| ------------ | -------- | -------- | ---------------- |
| Genemuiden   | 92       | 1050     | Zwartewaterland  |
| Hasselt      | 1080     | 4013     | Zwartewaterland  |
| Heino        | 183      | 213      | Raalte           |
| IJsselmuiden | 403      | 1369     | Kampen           |
| Zwolle       | 12857    | 7866     | Zwolle           |

## Bekende inwoners
Geboren in Zwollerkerspel
- Gerrit Willem Dijsselhof, schilder en sierkunstenaar, op 2 augustus 1866
- Isaac de Bruyn, bankier en kunstverzamelaar, op 8 mei 1872
- Jacoba Greven, schilderes en tekenares, op 15 juni 1920 (geboren op de buitenplaats Schellerberg)
- Jan Pelleboer, weerpresentator, op 2 mei 1924
- Cor Pierik, politicus, op 13 maart 1965
- Jan Sperna Weiland, theoloog en hoogleraar, op 30 mei 1925
- Jard van Nes, mezzosopraan, op 15 juli 1948
- Richard Hutten, ontwerper, op 30 maart 1967

Overleden in Zwollerkerspel
- Gerardus Everhardus Vos de Wael, politicus, op 29 juni 1830
- Jan Mallinckrodt, ridder der Militaire Willems-Orde, op 9 juli 1951

Bekende burgemeesters
- zie: Lijst van burgemeesters van Zwollerkerspel

Stad: Zwolle  
Dorp: Windesheim

Buurtschappen: Berkum · Brinkhoek · Bruggenhoek · Frankhuis · Haerst · Harculo · Herfte · Hoog Zuthem · Katerveer · Langenholte · De Lichtmis (deels) · Oldeneel · Schelle · Spoolde · Veldhoek · Westenholte · Wijthmen · Zalné

Voormalige gemeenten: Zwollerkerspel · Nieuwleusen (deels)

Overijssel · Steden en dorpen in Overijssel      Nederland · Provincies · Gemeenten